# エキュイエ
エキュイエ （Écuillé）は、フランス、ペイ・ド・ラ・ロワール地域圏、メーヌ＝エ＝ロワール県のコミューン。プレシ＝ブルレ城があることで知られている。

## 地理
セグレン地方にある、アンジューのコミューンである。アンジェの16km北に位置する。

## 人口統計
| 1962年 | 1968年 | 1975年 | 1982年 | 1990年 | 1999年 | 2008年 | 2013年 |
| ------ | ------ | ------ | ------ | ------ | ------ | ------ | ------ |
| 333    | 281    | 265    | 327    | 380    | 457    | 581    | 618    |

参照元:1962年から1999年まで人口の2倍カウントなし。1999年までEHESS/Cassini、2004年以降INSEE